# へそ大根
へそ大根（へそだいこん）は、宮城県伊具郡丸森町筆甫（ひっぽ）地区にて生産が盛んに行われている大根の乾物。凍み大根の一種。同県刈田郡蔵王町平沢(ひらさわ)地区でも昭和時代には盛んに生産が行われていた。

## 概要
初冬に収穫された大根を輪切りにして茹でた後、断面の円の中心付近を1m程度の竹串に次々刺し、これを日は当たるが雪には当たらない軒先などに並べ、約1ヶ月間干すと、飴色の「へそ大根」となる。おおむね12月から1月にかけて大根を煮て干す作業をし、2月半ばには完成となる。しっかりと干したへそ大根は、翌年の夏まで保存することができる。
完成すると竹串が貫いていた部分が穴として残り、それがへそのように見えることから「へそ大根」と呼ばれるようになったという。丸森町地区内ではババベソ（お婆さんのへそという意味）とも呼ばれていた。なお、完成品を煮ると繊維の配列が戻り、この穴は小さくなる。
『美味しんぼ』75巻の話中にへそ大根も取り上げられたことが、全国的に知られる契機となった。

## 加工条件
茹でることで、ある程度食物繊維を柔らかくし、腐らせずに乾燥させるため雨の降りにくい厳冬期に干している。完成品を煮た際の食感には加工の際の茹で加減も乾燥工程も影響するが、特に乾燥工程が重要で、放射冷却等により夜間・早朝に凍結し、日の当たる日中に溶けることを繰り返すことで、繊維を柔らかくしながら乾燥が進んでべっこう色に仕上がる。また、冬季の湿度の低下やからっ風も乾燥を助ける。なお、凍結の程度が強すぎると、完成品はスポンジのようになって食感が悪くなるが、この状態の物を好む地域もあり、「白干しへそ大根」という名称で販売される場合もある。
当地で凍み大根が作られてきたのには、乾燥工程に合った気候が充分な期間あり、なおかつ、初冬に大根の収穫期があるからと言える（ちなみに、自然乾燥中に雨に濡れると品質が劣化し、熱風による人工乾燥では赤色または茶色の変色を招く）。